# 北方经济地区
北方经济地区（俄语：Се́верный экономи́ческий райо́н），又译北方经济区，是俄罗斯的12个经济地区之一。
2010年，北方经济区人口约为477万人。北方经济区为2008年俄罗斯的国内生产总值贡献了4%。

## 联邦主体
- 阿尔汉格尔斯克州
- 卡累利阿共和国
- 科米共和国
- 摩尔曼斯克州
- 涅涅茨自治区
- 沃洛格达州